# Giovanni Battista Ziletti
Giovanni Battista Ziletti (Venezia, primi del XVI secolo – fine del XVI secolo) è stato un giurista e scrittore italiano cittadino della Repubblica di Venezia.

## Biografia

Volumen omnium tractatuum criminalium, 1580

Ziletti nacque a Venezia e fu attivo dal 1549 al 1583. È principalmente conosciuto per un indice di diritto, catalogo ristampato sei volte in 20 anni, tanto in Italia come in Germania, con aggiunte di diversi giuristi, come Ludevicus Gomesius, Johann Fichard (1512-1581), Giovanni Nevizzano (-1540) e Johann Wolfang Freymonius (1546-1610), laureato dottore a Ingolstadt in 1572, consulente del tribunale imperiale nel 1575 e consigliere dell'impero nel 1581, autore di varie opere come Elenchus omnium auctorum sive scriptorum (1585) e Symphonia juris utriusque chronologica (Francoforte, 1574).
Ziletti ha lasciato, tra le altre, un'opera sui testamenti, un'opera di consultazione sui matrimoni, i testamenti e sulle materie criminali e un'opera scritta assieme ad Alberto Bruno sulle leggi feudali.
Un altro Ziletti della stessa famiglia, Francesco Ziletti (-1587), fu uno stampatore che pubblicò una voluminosa raccolta di giurisprudenza Tractatus tractatuum,.., Venezia, 1584-86, 29 voll. in-fol., e in la Bibliotheca classica, 1625 di Georg Draud (1573-1635) dà un elenco di trattati che contiene questa raccolta, e fu inoltre autore di Bibliotheca librorum germanicorum,.., 1625 e di Bibliotheca exotica, 1625.

## Opere
- Con Cristoforo Porzio (-1442), In tre priores institutionum libri comentarii, Venetiis, P. Bertanum, 1606.
- Responsorum quae vulgo consilia vocantur...., Venetiis, 1581, 2 vols.
- Con Alberto Bruno, Consiliorum feudalium, 1578.
- Consiliorum selectorum in criminalibus causis,..., Francofurti, 1577, 2 voll.
- Con Paride del Pozzo, Tractatus super reassumptione instrumentorum, Venetiis, 1572.
- Mole praeclarissimum, Venetiis, Bonelli, 1570.
- Tractatus di testibus probandis,..., Venetiis, I. Sinbenum, F. Zileto, 1568.
- Con Pietro Follerio, Commentaria primae partis.., Venetiis, I. Variscum, 1568 (leggi ecclesiastiche).
- Con Marcantonio Bianchi (1498-1548), Pratica criminalis, Venetiis, 1567.
- Index librorum omnium iuris tam pontificii quam caesarei, Venetiis, J. Ziletti, 1566.
- Matrimonialium consiliorum, Venetiis, 1563.

### Approfondimenti
- (EN) Paul F. Grendler, The Roman Inquisition and the Venetian Press, 1540-1605, Princenton University Press, 2015, ISBN 9781400869237.